# Exeliopsis perse
Exeliopsis perse là một loài bướm đêm trong họ Geometridae.